# Mi de l'Altar e
Mi de l'Altar e (Mi Arae e) és un planeta extrasolar que orbita al voltant de l'estrella subgegant groga Mi Arae. està situ a la constel·lació de l'altar, a aproximadament 49,8 anys llum de distància a la Terra. Forma part d'un sistema planetari amb tres companys més, dels quals, va ser suposadament el segon a descobrir-se, i l'últim quant a distància al seu estel.

## Descobriment
Aquest planeta extrasolar, va ser descobert a l'estat de Califòrnia, als Estats Units, el 13 de juny de 2002, i els seus principals descobridors, són R. Paul Butler, i Geoffrey Marcy. Com la majoria d'exoplanetes, aquest va ser descobert gràcies a la tècnica de la velocitat radial, que consisteix a mesurar la influència gravitacional del planeta en qüestió cap al seu estel.

## Característiques
HD 160691 e, té una massa mínima estimadament d'1,814 masses jovianes o el que seria el mateix, 576,4892 masses terrestres, una mesura "monstruosa". Aquestes característiques són relativament comunes en segons quins planetes extrasolars, com per exemple 55 del Cranc d. El seu semieix major, està estimat en 5.235 ua, o el que seria el mateix, 738 milions de quilòmetres, similar a la distància a la qual orbita Júpiter. A causa de la distància al seu estel, el seu període orbital dura 4205,8 dies, cosa que equival a 11,51 anys, també similar al de Júpiter. D'altra banda, la sevaexcentricitat orbital, de 0,0985, és bastant similar a la del quart planeta del sistema solar, Mart. No se sap si el planeta és tel·lúric o gasós, però la probabilitat més alta, i per diferència, és que sigui un gegant de gas, perquè la descomunal massa que posseeix, és pràcticament impossible que sigui un planeta terrestre.